# Tractor Pulling

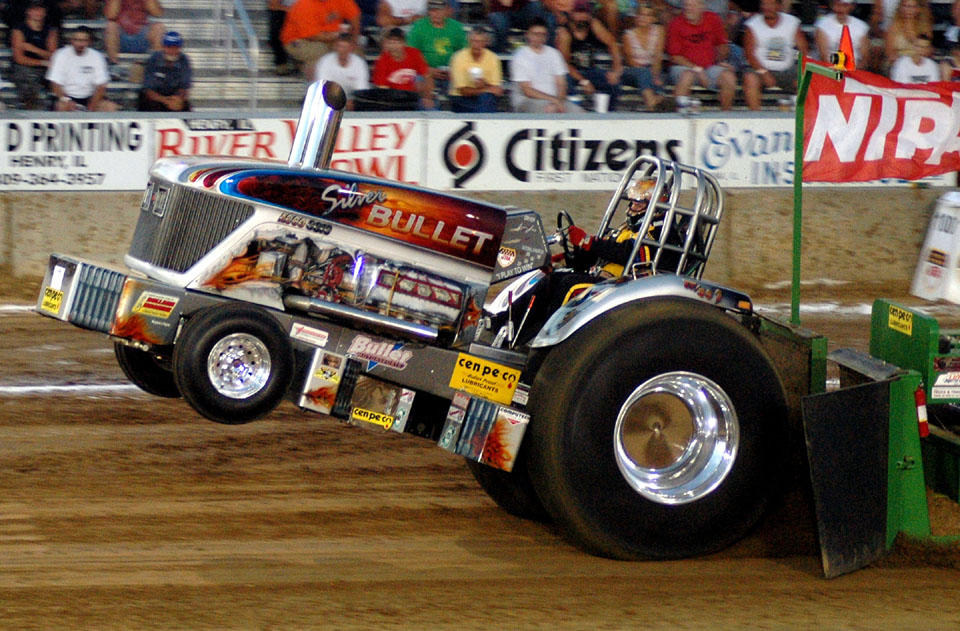
Un puller (in questo caso un SuperStock) che impenna durante il tiro.

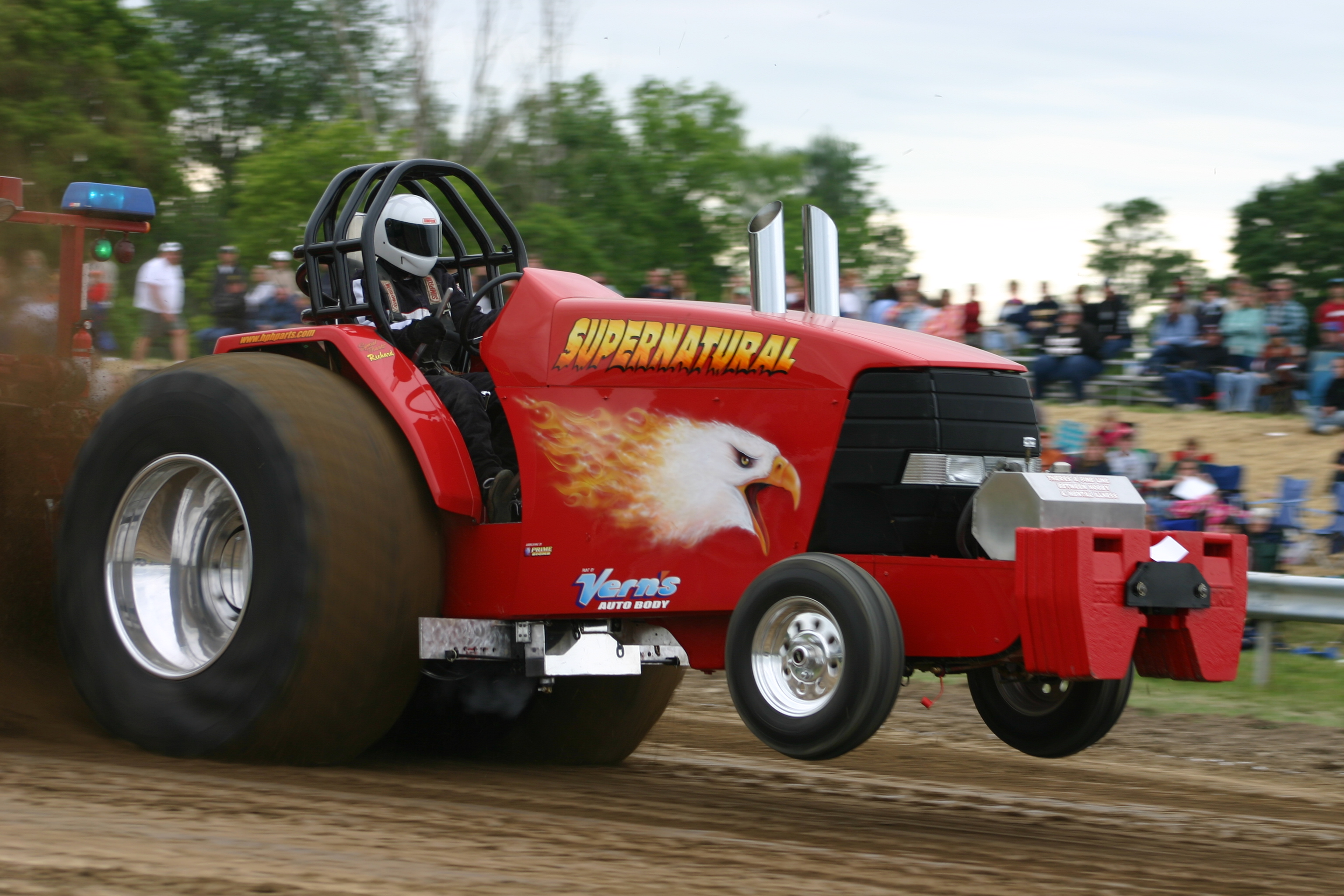
Supernatural (Super Stock statunitense) che impenna alla partenza.

Il Tractor Pulling, noto anche come Truck and Tractor Pulling o come Power Pulling, è uno sport motoristico il cui principio della competizione è il trascinamento di un rimorchio zavorrato su un tracciato retto realizzato in terra battuta della lunghezza di 100 metri (circa 300 piedi nel sistema di misura americano).
Questa competizione nasce inizialmente per i soli trattori agricoli: successivamente si è evoluto in uno sport destinato a prototipi di diverse categorie, equipaggiati con motori da potenze eccezionali che lo hanno reso lo sport motoristico che utilizza i più potenti motori al mondo (alcune motorizzazione sono capaci di arrivare a dichiarare 10000 Cavalli), motivo della sua notorietà.
Il prototipo utilizzato per questa competizione è denominato Puller; mentre il rimorchio zavorrato che poggia sul terreno, che il puller deve tirare lungo il tracciato retto di terra battuta, è denominato Slitta.
Originario degli Stati Uniti d'America e del Canada: il Tractor Pulling si è poi diffuso in Australia (a partire dalla metà degli anni settanta) e in Europa partendo dai Paesi Bassi nel 1977 (a partire dai primi anni ottanta ha cominciato a diffondersi anche negli altri paesi del Vecchio continente).

## Storia

### Le origini nordamericane del Tractor Pulling:Horse Pulling
Alle origini del Tractor Pulling vi è una competizione chiamata Horse Pulling: una gara di tiro alla slitta dove erano impiegati dei cavalli al posto di trattori agricoli.
Le prime gare di tiro alla slitta hanno cominciato ad essere disputate tra la fine del X secolo e i primi anni del XX secolo nelle campagne statunitensi come sfida tra gli agricoltori per testare la forza fisica dei propri cavalli e per vedere chi possedeva il cavallo più forte.
I cavalli dovevano percorrere un tracciato rettilineo su terra battuta, trascinando una grande tavola di legno (spesso una porta da fienile) sulla quale le persone salivano man mano che il cavallo avanzava, aumentando progressivamente lo sforzo richiesto.
Questo tipo di competizione veniva chiamato Horse Pulling e tutt'oggi viene disputato: la differenza tra lo Horse Pulling degli inizi e lo Horse Pulling moderno sta nel fatto che i cavalli sono addestrati per questa gara (cosa che non si faceva nei primi anni) e al posto di persone, sulla slitta vengono posizionati degli oggetti pesanti (zavorre, trattori agricoli per esempio) perché erano frequenti le persone che finivano vittime durante i primi anni della competizione.

### Le prime gare nel Nord America (1929-1969)
Nel 1929 avvengono le prime gare di tiro come veicoli motorizzati: le prime due competizioni di tiro con mezzi motorizzati si svolgono una a Bowling Green, nel Missouri, e l'altra a Vaughansville, nell'Ohio. Queste due gare svolte nel 1929 segnano la nascita del Tractor Pulling.
Tra gli anni trenta e gli anni quaranta del XX secolo questa nuova competizione comincia a diffondersi negli Stati Uniti e in Canada e a partire dagli anni cinquanta, si consolida in particolare modo nelle zone rurali dei due stati nordamericani.
Lo sviluppo progressivo della competizione ha portato alla nascita di diverse organizzazioni sportive che si prefiggono lo scopo di promuovere e organizzare campionati "regionali": pertanto ogni stato federato ha un proprio regolamento e un proprio campionato.
Negli anni cinquanta e negli anni sessanta il Tractor Pulling divenne popolare in tutto il Nord America e le diverse associazioni sportive tra gli stati federati si resero conto che gli iscritti ai propri campionati si trovavano allo sbando perché non sapevo quale regolamentazione seguire e questa diversità di regolamento tra stato e stato costituiva un ostacolo per i nuovi arrivati.
Finalmente si arriva alla soluzione nel 1969 quando i rappresentanti delle associazioni sportive di otto stati federati (Illinois, Indiana, Iowa, Michigan, Minnesota, Missouri, Ohio e Pennsylvania) decidono di uniformare le regole di gara negli Stati Uniti fondando un'associazione sportiva che stenda una regolamentazione e un campionato validi in tutti gli Stati Uniti: tale organizzazione nascerà proprio nel 1969 e si chiamerà National Tractor Pullers Association che da allora che segue e promuove la disciplina sportiva del Tractor Pulling negli Stati Uniti d'America.

### Storia ed evoluzione del Tractor Pulling nel Nord America (1969-oggi)
Nella prima metà degli anni settanta i veicoli utilizzati nelle competizioni nordamericane sono normali trattori utilizzati nel lavoro agricolo e il motto era "Pull on Sunday, plow on Monday" ("Tira la Domenica, Ari il Lunedì") indicando il fatto che i mezzi impiegati nelle competizioni venivano utilizzati anche nei campi.
Contemporaneamente cominciano a farsi strada i primi puller concepiti come prototipi di libera costruzione definiti Modified: vengono chiamati così perché i primi esempi di suddetti puller erano nella sostanza dei trattori sui quali veniva montato un motore non proveniente dal trattore di derivazione. I primi modified montavano un solo motore, oppure potevano essere accoppiati due motori attraverso un collegamento albero-albero, ma nella metà degli anni settanta due fratelli di professione meccanici provenienti dallo stato federato dell'Ohio introducono una loro invenzione: applicano una scatola di ingranaggi che collega più motori assieme in modo da far uscire un solo albero di trasmissione detto Cross-Box. Il successo della loro novità è segnato dalla nascita di nuovi puller con questa soluzione.
I trattori provenienti dalla serie cercano di tenere concorrenza con i Modified montando turbocompressori con intercooler, oppure montando sistemi di sovralimentazione con più turbine dando vita alla divisione dei Super Stock, e comincia a formarsi il Tractor Pulling moderno.
Nel 1974 compare il primo modified con un motore a reazione e il massimo di numero per questo tipo di motori si è raggiunto nel 1989 con quattro motori, nel 1976 viene creata la divisione dei puller con quattro ruote motrici (Four Wheels Drive) al quale viene imposto un limite massimo di cilindrata poiché i diversi team che impiegavano questi mezzi la aumentavano facendo salire il livello di pericolosità della competizione. Nel 1986 viene creata la divisione dei puller con due ruote motrici (Two Wheels Drive, definita anche scherzosamente come Funny Cars) con il quale vengono anche introdotti i motori aspirati nel mondo del Pulling. Infine vengono create la divisione dei Pro-Stock (che sono simili Super Stock, ma è consentita una sola turbina) e del Farm Stock (formata da trattori provenienti dalla serie con poche modifiche ammesse), la divisione dei Minipullers (formata dai Mini Modified e dai Garden Puller) e per questa divisione viene greata una slitta preponsa alle loro ridotte dimensioni e vengono introdotti nella competizione i camion stradali con la divisione dei Trucks.
Nei primi anni novanta nelle divisioni dei Mini Modified e dei Garden Pulling viene adottato una protezione a sbarre chiamata Roll-Cage che viene estesa anche alle divisioni dei Pro Stock, dei Super Stock e dei Modified nel 1999: il Roll Cage divenne obbligatorio nel mondo del Pulling dopo l'incidente dell'Unilimited Modified "Walsh Brothers" nel 1998 a Fort Recovery, nell'Ohio, durante una gara del Campionato Nordamericano NTPA, dove si ruppe il differenziale del mezzo e la rottura fece "sparare" il puller a 150 rpm contro un muretto di cemento armato facendo capovolgere il puller. Walsh Brothers fu il primo modified della storia del Pulling ad avere un Roll Cage e tale protezione salvò il pilota da morte certa.
Prima dell'introduzione del Roll Cage, nelle divisioni Pro Stock e Super Stock era opzionale il Roll Bar (una protezione formata da appena una sbarra di metallo) e nella divisione Modified era obbligatorio il Roll Bar e il Roll Cage era solo opzionale. Ancora oggi nelle divisioni Two e Four Wheels Drive e nella Truck non è prevista alcun roll bar o roll cage per il pilota, mentre nel Farm Pulling è obbligatorio il Roll Bar nella "Farm Standard" e nella "Sport Farm" e il Roll Cage è obbligatorio nelle classi "Super Sport Farm" e "Super Farm".

## Slitte

### Descrizione generale
In base alla dimensione dei puller che devono agganciare, le slitte delle competizioni di Tractor Pulling sono di tre tipi:
- Big Sled
- Small Sled
- Garden Sled

### Categorie di slitte
- Gold
- Silver
- Bronze
- Standard

## Categorie impiegate

### Farm Pulling
- Farm Standard
- Sport Farm (Hot Farm)
- Super Sport Farm (Farm Stock)

### Pro Stocks
- Light Pro Stock
- Pro Stock
- Limited Pro Stock

### Super Stocks
- Light Super Stock
- Diesel Super Stock
- Super Stock
- Open Super Stock

### Modified
- Light Modified
- Modified
- Heavy Modified
- Unlimited Modified

### Two Wheels Drive
- Two Wheels Drive Truck
- Two Wheels Drive Diesel Truck

### Four Wheels Drive
- Light Four Wheel Drive Trucks
- Super Stock Four Wheel Drive Trucks
- Four Wheel Drive Trucks
- Super Stock Diesel Trucks

### Trucks
- Pro Stock
- Super Truck

### Mini Modified
- Mini Unlimited

### Garden Pulling
- Garden Pulling 350 kg
- Garden Pro Stock 500 kg
- Garden Super Stock 500 kg
- Garden Modified 500 kg
- Compact Diesel 600 kg